# Бирлик (Тайыншинский район)
Бирлик (каз. Бірлік) — упразднённое село в Тайыншинском районе Северо-Казахстанской области Казахстана. Входило в состав Тендикского сельского округа. Ликвидировано в 2014 г. Код КАТО — 596067200.

## География
Расположено на берегу реки Чаглинка.

## Население
В 1999 году население села составляло 96 человек (54 мужчины и 42 женщины). По данным переписи 2009 года, в селе проживало 5 человек (2 мужчины и 3 женщины).